# Марачівка
Марачі́вка — село в Україні, в Улашанівській сільській громаді Шепетівського району Хмельницької області. Населення становить 405 осіб.

## Географія
Село розташоване на правому березі річки Жариха.

## Історія
На кінець 19 століття село мало 119 будинків і 669 жителів. Початкова школа відкрита у 1882 році. Належало до Хоровецької волості, Заславського повіту, Волинської губернії.
У 1906 році село Хоровецької волості Ізяславського повіту Волинської губернії. Відстань від повітового міста 37 верст, від волості 8. Дворів 119, мешканців 811.
7 (20) листопада 1917 року, відповідно до Третього Універсалу Української Центральної Ради, увійшло до складу Української Народної Республіки.
12 червня 2020 року, відповідно до розпорядження Кабінету Міністрів України № 727-р «Про визначення адміністративних центрів та затвердження територій територіальних громад Хмельницької області», увійшло до складу Улашанівської сільської територіальної громади.
19 липня 2020 року, в результаті адміністративно-територіальної реформи та ліквідації Славутського району, село увійшло до складу новоутвореного Шепетівського району.

## Населення
Згідно з переписом УРСР 1989 року чисельність наявного населення села становила 434 особи, з яких 197 чоловіків та 237 жінок.
За переписом населення України 2001 року в селі мешкали 404 особи. 100 % населення вказало своєю рідною мовою українську мову.

## Економіка
ТДВ «Славутський цикорієсушильний завод» на 430га орендованих у мешканців с. Марачівка землях вирощує цикорій.

## Символіка
Затверджена 28 серпня 2015 р. рішенням № 1 XLVIII сесії сільської ради VI скликання.

### Герб
Щит перетятий лазуровим і золотим. У верхній частині восьмипроменева зірка, гранована золотом і сріблом. У нижній — лазурова квітка цикорію. Щит облямований золотим декоративним картушем і увінчаний золотою сільською короною. Унизу картуша напис «Марачівка» і дата «1520».
Основна фігура — восьмипроменева зірка, що є символом Богородиці. Два кольори зірки — дві релігійні громади села. Квітка цикорію означає одну з основних сільськогосподарських культур, які вирощують в селі. Корона означає статус населеного пункту. 1520 — рік першої писемної згадки про село.

### Прапор
Квадратне полотнище поділене на дві горизонтальні рівновеликі смуги — синю і жовту. На верхній смузі восьмипроменева зірка, гранована жовтим і білим. На нижній — синя квітка цикорію.